# Bachisio Sulis
Bachisio Sulis (Aritzo, 1795 – 1838) è stato un poeta italiano.
Nasce ad Aritzo nel 1795. Studia a Cagliari presso gli Scolopi e diventa insegnante di scuola del suo paese. A soli 23 anni è costretto alla latitanza per una ingiusta accusa di tentato omicidio. La sua vita da latitante dura ben 12 anni e in questo periodo è costretto a convivere e frequentare suo malgrado numerosi banditi della zona che probabilmente segnano per sempre la sua vita. A causa di questa sua latitanza forzata Bachisio Sulis è conosciuto con l'appellativo di "poeta bandito" . Ma Bachis Sulis è anche il "poeta colto" e le sue poesie sono ricordate come vere e proprie denunce contro il potere e il clero.
Dopo la sua morte la sua copiosa opera andò quasi del tutto distrutta a causa della sorella che, istigata dai preti del paese, diede fuoco ai suoi manoscritti. Bachis Sulis scrisse anche toccanti poesie d'amore dedicate alla sua amata che, per mille vicissitudini non poté mai avere come sua sposa. Ciò che rimase fu pubblicato a cura del nipote Sebastiano Devilla nel 1906 nel libro: «Poesie Sarde di Bachisio Sulis».  Bachisio Sulis morì nel 1838 all'età di 43 anni ucciso da un colpo di fucile esploso da dietro una siepe.